# Крукстон (Міннесота)
Крукстон (англ. Crookston) — місто (англ. city) в США, в окрузі Полк штату Міннесота. Населення — 7482 особи (2020).

## Географія
Крукстон розташований за координатами 47°46′29″ пн. ш. 96°36′22″ зх. д. / 47.77472° пн. ш. 96.60611° зх. д. (47.774677, -96.606204).  За даними Бюро перепису населення США в 2010 році місто мало площу 13,33 км², уся площа — суходіл.

## Демографія
Згідно з переписом 2010 року, у місті мешкала 7891 особа в 3109 домогосподарствах у складі 1743 родин. Густота населення становила 592 особи/км².  Було 3303 помешкання (248/км²).
Расовий склад населення:
| - 90,2 % — білих - 1,7 % — корінних американців - 1,6 % — азіатів - 1,4 % — чорних або афроамериканців - 2,8 % — осіб інших рас |

До двох чи більше рас належало 2,3 %. Частка іспаномовних становила 11,0 % від усіх жителів.
За віковим діапазоном населення розподілялося таким чином: 22,3 % — особи молодші 18 років, 62,2 % — особи у віці 18—64 років, 15,5 % — особи у віці 65 років та старші. Медіана віку мешканця становила 35,1 року. На 100 осіб жіночої статі у місті припадало 97,6 чоловіків;  на 100 жінок у віці від 18 років та старших — 95,9 чоловіків також старших 18 років.
Середній дохід на одне домашнє господарство  становив 61 719 доларів США (медіана — 50 615), а середній дохід на одну сім'ю — 79 931 долар (медіана — 70 350). Медіана доходів становила 42 246 доларів для чоловіків та 33 854 долари для жінок. За межею бідності перебувало 19,8 % осіб, у тому числі 29,7 % дітей у віці до 18 років та 10,0 % осіб у віці 65 років та старших.
Цивільне працевлаштоване населення становило 4085 осіб. Основні галузі зайнятості: освіта, охорона здоров'я та соціальна допомога — 32,7 %, виробництво — 13,6 %, роздрібна торгівля — 13,0 %.